# Паскал Себах
Паскал Себах (Pascal Sébah) е османски пионер фотограф, работил в столицата Цариград през втората половина на XIX век.

## Биография
Роден е в Цариград в семейството на баща сирийски католик и майка арменка. В 1857 година отваря първото си фотографско студио в Цариград. Успешният бизнес му позволява в 1873 година да отвори и второ студио – в Кайро. В 1884/1885 година приема французина Поликрап Жоайе за партньор и фирмата става „Себах и Жоайе“ (Sébah & Joaillier).
След смъртта му в 1886 година студиото е управлявано от брат му Косми Себах, към когото в 1888 година се присъединява синът на Паскал Жан Себах.

## Снимки на Паскал Себах
- Анастасия Желязкова, преводачка и общественичка
- Революционерът Павел Грамадов и варненският учител Димитър Станчев
- Георги Бенковски, вероятно 1875 г.
- Авксентий Пелагонийски, фото Себах и Жоайе